# Allium erdelii
Allium erdelii là một loài thực vật có hoa trong họ Amaryllidaceae. Loài này được Zucc. mô tả khoa học đầu tiên năm 1843.